# Irma P. Hall
Irma Dolores Player Hall, filmkrediterad som Irma P. Hall, född 3 juni 1935 i Beaumont, Texas, är en amerikansk skådespelare. Hon är kanske främst känd som Josephine "Big Mama Joe" Joseph från filmen Soul Food (1997) och TV-serien med samma namn. Hon har också bland annat medverkat i filmerna Midnatt i ondskans och godhetens trädgård (1997), Inget att förlora (1997), The Ladykillers (2004) och Collateral (2004).